# 銅平鮋
銅平鮋，為輻鰭魚綱鮋形目鮋亞目平鮋科的其中一種，為亞熱帶海水魚，分布於東太平洋美國阿拉斯加至墨西哥下加利福尼亞海域，棲息深度10-183公尺，體長可達58公分，棲息在岩石底質、海藻生長的海灣、堤防，成小群活動，卵胎生，幼魚具漂浮性，生活習性不明，可做為食用魚及觀賞魚，具有毒性。